# 핀들라크 막 루어드리
핀들라크 막 루어드리(중세 아일랜드어: Findláech mac Ruaidrí)는 모레이 백국의 백작 또는 왕으로 1014년 이전부터 1020년 죽을 때까지 재위했다.
울라 연대기 및 렌스터의 서에 보면 핀들라크는 "스코틀랜드의 왕"이라는 뜻의 "리 알반(rí Alban)이라고 칭해진다. 그러나 당시 알바의 유일한 왕은 말 콜룸 막 키나다(말 콜룸 2세)였기에 이는 모레이의 지배자를 브리튼 섬 북부 전체의 상급왕으로 착각한 것으로 보인다.
오늘날 핀들라크는 그 아들 막 베하드가 윌리엄 셰익스피어의 희곡 맥베스의 모델이 된 것으로 가장 유명해졌다. 울라 연대기에서 도출되는 핀들라크의 사망 연대는 1020년이며, 자기 백성들에게 죽임을 당했다고 한다. 그 이유는 밝혀져 있지 않으나 그 뒤를 이어 백작위에 오른 조카 말 콜룸 막 말 브리그티가 어떤 식으로든 관계가 있을 것임이 분명하다.

## 참고 자료
- Anderson, Alan Orr, Early Sources of Scottish History: AD 500-1286, 2 vols., (Edinburgh, 1922)
- Hudson, Benjamin T., Kings of Celtic Scotland, (Westport, 1994)